# Opieka farmaceutyczna

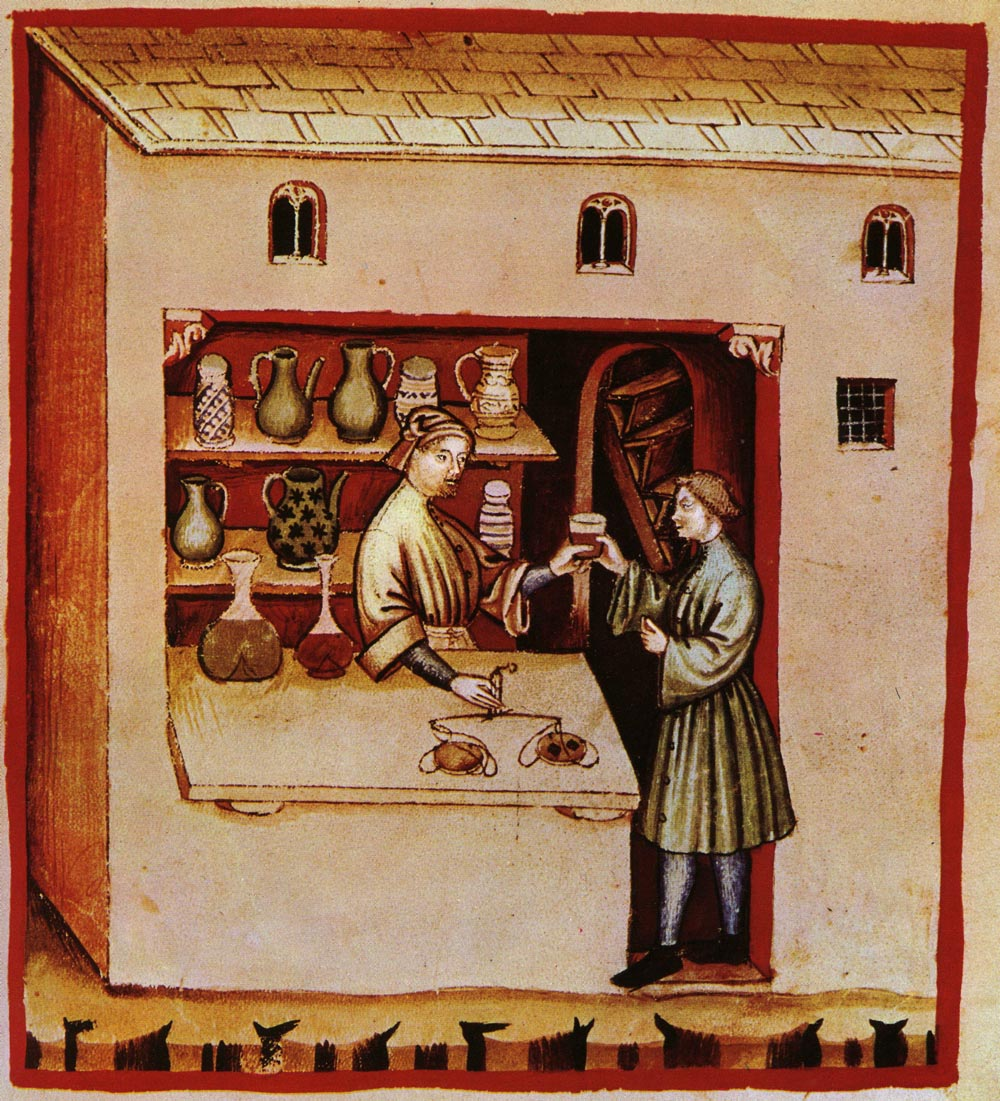
Aptekarz obsługujący pacjenta w średniowiecznej aptece.

Opieka farmaceutyczna – zespół usług farmaceutycznych, które prowadzą do optymalizacji farmakoterapii oraz poprawy zależnej od zdrowia jakości życia pacjentów, udokumentowany proces, w którym farmaceuta, współpracując z pacjentem, lekarzem i w razie potrzeby z innymi pracownikami medycznymi, czuwa nad prawidłowym przebiegiem farmakoterapii. Farmaceuta sporządza pisemną informację o wszystkich wydanych lekach i przyczynie ich zakupu, która jest przechowywana w aptece i dostępna do wglądu pacjenta oraz jego lekarzy prowadzących, co umożliwia prześledzenie historii choroby i potwierdzenie, czy pacjent leczy się regularnie. Pojęcie opieki farmaceutycznej kładzie nacisk na poczuciu odpowiedzialności zawodowej farmaceutów, nadzorze nad farmakoterapią i jej efektami oraz obniżeniu kosztów leczenia.
Idea opieki farmaceutycznej powstała w 1975 roku, gdy opisano ją w „American Journal of Hospital Pharmacy” jako pomoc dla pacjentów w celu zapewnienia bezpiecznego i racjonalnego stosowania leków. Jej założeniem była zmiana orientacji zawodu farmaceuty ze sprzedawcy na partnera lekarza i aktywnego współtwórcę procesu leczenia. W 1990 roku Ch. Hepler i L. Stand sformułowali klasyczną definicję, którą w 1998 roku przyjęła Międzynarodowa Federacja Farmaceutyczna. W tym czasie pojawiały się programy opieki farmaceutycznej w najbardziej rozwiniętych krajach.
W Szwajcarii wprowadzono rejestr leków wydawanych każdemu pacjentowi. Dokumentację rozpoczyna za niewielką opłatą farmaceuta nowo odwiedzonej apteki, przez co zachęca się pacjentów do korzystania z usług jednej apteki. W Polsce opieka farmaceutyczna nie jest realizowana w zakresie szerszym niż programy badawcze, a nad wprowadzaniem opieki farmaceutycznej zaczęto dyskutować stosunkowo późno. W 2007 roku Naczelna Rada Aptekarska przygotowała „Strategię wprowadzania opieki farmaceutycznej w Polsce”, a efektem jej przyjęcia stało się umieszczenie definicji opieki farmaceutycznej w ustawie o izbach aptekarskich oraz wprowadzenie jej do systemu szkolnictwa akademickiego i podyplomowego. Wprowadzenie opieki farmaceutycznej zaczęto ponownie dyskutować w 2016 roku.